# Heterochelus latipes
Heterochelus latipes är en skalbaggsart som beskrevs av Nonfried 1891. Heterochelus latipes ingår i släktet Heterochelus och familjen Melolonthidae. Inga underarter finns listade i Catalogue of Life.